# Croix de Bas-en-Basset
La croix de Bas-en-Basset est une croix monumentale située à Bas-en-Basset, en France.

## Généralités
La croix est située dans le cimetière de Bas-en-Basset, sur le territoire de la commune de Bas-en-Basset, dans le département de la Haute-Loire, en région Auvergne-Rhône-Alpes, en France.

## Historique

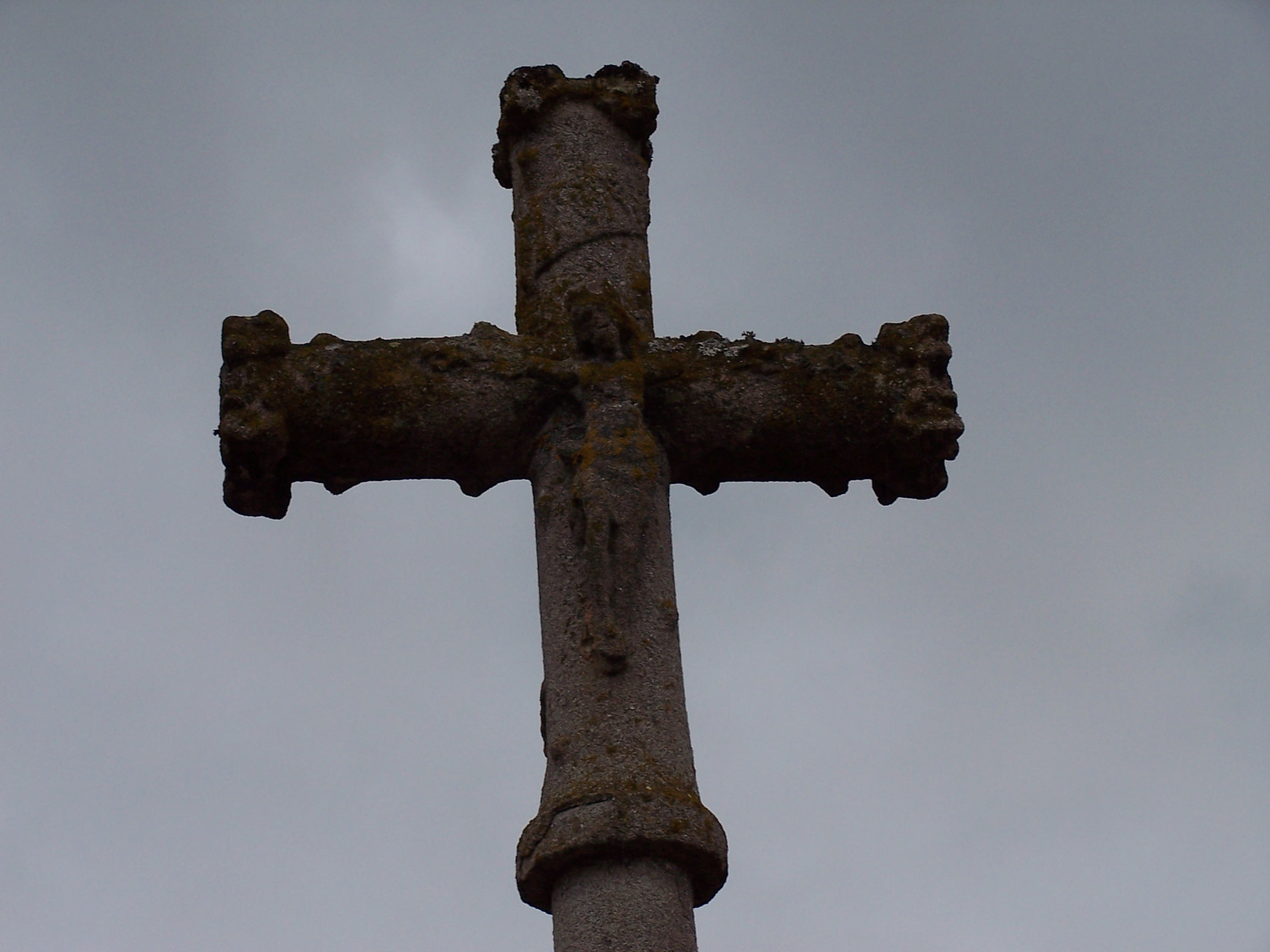
Détail.

La croix date de 1587 et a été érigée lors d'une épidémie de peste par le curé Montvert. Elle fut érigée à côté d'une chapelle dédiée à saint Roch, détruite vers 1750,. A cette date, elle fut déplacée à son emplacement actuel dans le cimetière.
La croix est inscrite au titre des monuments historiques par arrêté du 11 juin 1930.

## Description
Posé sur un piédestal carré, le fut est tronconique, surmonté d'un chapiteau. Les extrémités du croisillon sont ornés de fleurons en choux frisés. 
Au niveau iconographique, un Christ en croix est présent au niveau du croisillon, et à la base du fut, un bas-relief de Saint-Roch et son chien sont présents,. Sur le croisillon, une inscription est gravée « CMC:Claude Montvert, curé ».